# Ransford-Yeboah Königsdörffer
Ransford-Yeboah Königsdörffer (Berlijn, 13 september 2001) is een voetballer met zowel de Duitse als Ghanese nationaliteit die doorgaans als rechtsbuiten speelt. Hij debuteerde in 2019 in het betaalde voetbal bij Dynamo Dresden in de 2. Bundesliga. In juli 2022 maakte hij de overstap naar Hamburger SV. In september 2022 maakte hij zijn interlanddebuut voor het nationale elftal van Ghana. 

## Clubloopbaan

### Jeugd
In zijn jeugd speelde Königsdörffer voor Minerva Berlin en SC Charlottenburg, voordat hij op 13-jarige leeftijd werd opgenomen in de jeugdopleiding van Hertha BSC.

#### Hertha BSC
Königsdörffer doorliep de jeugdopleiding van Hertha BSC en kwam uiteindelijk uit voor de Onder-17. In het seizoen 2017/18 kwam hij echter door een gescheurde meniscus in zijn linkerknie slechts één keer in actie.Ondanks deze blessure stroomde hij door naar de Onder-19, al moest hij de voorbereiding aan zich voorbij laten gaan. Na vier wedstrijden, waaronder één in de UEFA Youth League tegen FK Gabala, scheurde hij de meniscus in zijn rechterknie, waardoor hij de rest van het seizoen moest missen. Na deze blessures besloot Hertha BSC zijn aflopende contract niet te verlengen.Königsdörffer maakte daarop de overstap naar Dynamo Dresden.

#### Dynamo Dresden
Königsdörffer begon bij Dynamo Dresden in de Onder 19. Op 11 augustus 2019 maakte hij als rechtsbuiten zijn debuut tegen de leeftijdsgenoten van  Werder Bremen. Vanaf de tweede speelronde werd hij als centrumspits ingezet, een positie waarin hij dertien doelpunten maakte in negentien wedstrijden. Op 8 februari 2020 werd hij na afloop van de met 1–0 verloren uitwedstrijd tegen  Chemnitzer FC betrokken bij een incident, waarvoor hij een schorsing van drie wedstrijden kreeg opgelegd. Kort na het aflopen van zijn schorsing werd de jeugdcompetitie stilgelegd vanwege de coronapandemie. In de DFB-Pokal voor junioren was Königsdörffer eveneens productief; tot aan de gedwongen onderbreking had hij met vier doelpunten in drie wedstrijden een belangrijk aandeel in het bereiken van de halve finale.

### Dynamo Dresden
Dankzij zijn sterke optredens in de Onder 19 werd Königsdörffer op 20 december 2019 door hoofdtrainer Markus Kauczinski bij de selectie van het eerste elftal gehaald. Diezelfde dag maakte hij zijn debuut in de 2. Bundesliga, als invaller in de 68e minuut tijdens de uitwedstrijd tegen 1. FC Nürnberg. Tijdens de daaropvolgende winterstop werd hij meegenomen naar het trainingskamp in Spanje. In februari 2020 tekende hij een contract tot medio 2022. Op de 31e speeldag stond hij voor het eerst in de basis, in de thuiswedstrijd tegen  Hamburger SV. In het seizoen 2019/20 kwam hij in totaal zeven keer in actie, voornamelijk als invaller. Dynamo Dresden eindigde op de achttiende plaats en degradeerde daarmee uit de 2. Bundesliga.
In het seizoen 2020/21 veroverde Königsdörffer als rechtsbuiten een basisplaats en kreeg hij de voorkeur boven nieuwkomer Panagiotis Vlachodimos. In oktober 2020 verlengde hij zijn contract tot medio 2023. Twee dagen na de contractverlenging maakte hij zijn eerste doelpunt in het betaald voetbal, tijdens de met 3–0 gewonnen thuiswedstrijd tegen  SV Meppen. Hij gaf in de 45e minuut een assist op Philipp Hosiner en maakte zelf in de 59e minuut de 2–0 na een voorzet van Christoph Daferner. Mede dankzij zijn bijdrage werd Dynamo Dresden kampioen in de 3. Liga en promoveerde het na één seizoen terug naar de 2. Bundesliga. In de kampioenswedstrijd tegen Türkgücü München (4–0 winst) bracht hij zijn seizoenstotaal op zeven doelpunten door de 2–0 te scoren. In de laatste speelronde tegen Wehen Wiesbaden liep hij opnieuw een gescheurde meniscus op.
Na revalidatie keerde Königsdörffer terug in de basis bij aanvang van het seizoen 2021/22, onder de nieuwe trainer Alexander Schmidt. Hij begon in de openingswedstrijd tegen FC Ingolstadt 04 in de basisopstelling. Gedurende het seizoen miste hij slechts vier wedstrijden vanwege een coronabesmetting. Dynamo Dresden eindigde op de zestiende plaats, wat deelname aan de promotie/degradatie play-offs betekende. De heenwedstrijd tegen 1. FC Kaiserslautern eindigde in 0–0; de return in het eigen Rudolf-Harbig-Stadion werd met 0–2 verloren, wat leidde tot degradatie naar de 3. Liga. Königsdörffer speelde beide duels en vertrok vervolgens, ondanks een doorlopend contract tot medio 2023, naar Hamburger SV.

### Hamburger SV
In juni 2022 tekende Königsdörffer een vierjarig contract bij Hamburger SV, dat hem tot medio 2026 aan de club verbond. HSV betaalde een transfersom van 1,2 miljoen euro aan Dynamo Dresden. In de openingswedstrijd van het seizoen  2022/23 stond hij als rechtsbuiten in de basis bij de uitwedstrijd tegen Eintracht Braunschweig. Na zestig minuten werd hij vervangen door Maximilian Rohr. Op 13 augustus 2022 maakte hij zijn eerste doelpunt voor de club tijdens een met 0–2 gewonnen uitwedstrijd tegen Arminia Bielefeld. Hij scoorde in de 28e minuut na een voorzet van Sonny Kittel. In de vijfde speelronde kreeg Königsdörffer in de 89e minuut van de thuiswedstrijd tegen SV Darmstadt 98 een directe rode kaart voor een zware overtreding, uitgedeeld door scheidsrechter Robert Schröder. Hij werd voor twee duels geschorst en verloor zijn basisplaats aan  Bakery Jatta. In de resterende wedstrijden van het seizoen slaagde hij er niet in die plek structureel terug te veroveren. Hamburger SV sloot de competitie af op de derde plaats, wat deelname aan de promotie/degradatie play-offs betekende. De heenwedstrijd tegen VfB Stuttgart in de MHPArena eindigde in een 3–0 nederlaag. In de return in Hamburg werd met 1–3 verloren, waardoor promotie uitbleef. Königsdörffer kwam in beide duels als invaller in het veld.
In aanloop naar het seizoen  2023/24 streed Königsdörffer opnieuw met Bakery Jatta om een basisplaats als rechtsbuiten. Hij begon het seizoen op die positie en startte in de openingswedstrijd tegen Schalke 04, maar raakte na drie speelronden zijn basisplaats kwijt aan zijn concurrent. In de loop van de eerste seizoenshelft kreeg hij onder trainer Tim Walter meer speeltijd als linksbuiten. Tijdens de winterstop ontbrak hij enkele wedstrijden vanwege zijn deelname aan de Afrika Cup. Na het ontslag van Walter en de aanstelling van Steffen Baumgart als hoofdtrainer, verbeterden zijn perspectieven en kreeg hij als centrumspits vaker speeltijd. Hamburger SV eindigde het seizoen op de vierde plaats en greep daarmee voor het zesde opeenvolgende jaar naast promotie naar de Bundesliga.
Bij aanvang van het seizoen 2024/25 leek Königsdörffer voor een moeilijk jaar te staan. Naast topscorer en concurrent Robert Glatzel haalde Hamburger SV met Davie Selke een ervaren centrumspits binnen, die eerder uitkwam voor onder meer  1. FC Köln en Hertha BSC. Beide aanvallers misten echter grotendeels de voorbereiding, waardoor Königsdörffer in de openingswedstrijd tegen 1. FC Köln in de basis begon. In het RheinEnergieStadion was hij met twee doelpunten direct beslissend bij de 1–2 uitoverwinning. Ook in de tweede speelronde liet hij van zich spreken; in het met 1–1 gelijkgespeelde thuisduel tegen Hertha BSC maakte hij opnieuw het doelpunt voor HSV. Ondanks de terugkeer van Glatzel en Selke behield Königsdörffer zijn basisplaats en voegde tot aan de winterstop nog vier doelpunten toe aan zijn totaal. Hij moest vanwege knieproblemen de voorbereiding op de tweede seizoenshelft aan zich voorbij laten gaan. Hij verloor daardoor zijn basisplaats en kwam de rest van het seizoen voornamelijk als invaller in actie. Met in totaal veertien doelpunten kende hij zijn beste seizoen tot dusver in dienst van Hamburger SV. Hij leverde hij daardoor een belangrijke bijdrage aan het seizoen waarin Hamburger SV als tweede eindigde en na 2.555 dagen promoveerde naar de Bundesliga.

## Clubstatistieken
| Seizoen                    | Club            | Competitie      | Competitie | Competitie | Beker | Beker | Internationaal | Internationaal | Overig | Overig | Totaal | Totaal |
| Seizoen                    | Club            | Competitie      | Wed.       | Dlp.       | Wed.  | Dlp.  | Wed.           | Dlp.           | Wed.   | Dlp.   | Wed.   | Dlp.   |
| -------------------------- | --------------- | --------------- | ---------- | ---------- | ----- | ----- | -------------- | -------------- | ------ | ------ | ------ | ------ |
| 2019/20                    | Dynamo Dresden  | 2. Bundesliga   | 7          | 0          | –     | –     | –              | –              | –      | –      | 7      | 0      |
| 2020/21                    | Dynamo Dresden  | 3. Liga         | 32         | 7          | 2     | 0     | –              | –              | 1      | 1      | 35     | 8      |
| 2021/22                    | Dynamo Dresden  | 2. Bundesliga   | 30         | 5          | 2     | 0     | –              | –              | 2      | 0      | 34     | 5      |
| 2022/23                    | Hamburger SV    | 2. Bundesliga   | 31         | 8          | 2     | 2     | –              | –              | 2      | 0      | 35     | 10     |
| 2023/24                    | Hamburger SV    | 2. Bundesliga   | 30         | 2          | 3     | 1     | –              | –              | –      | –      | 33     | 3      |
| 2024/25                    | Hamburger SV    | 2. Bundesliga   | 32         | 14         | 2     | 0     | –              | –              | –      | –      | 34     | 14     |
| Carrière totaal            | Carrière totaal | Carrière totaal | 162        | 36         | 10    | 3     | 0              | 0              | 5 *    | 1      | 177    | 40     |
| Bijgewerkt tot 2 juni 2025 |                 |                 |            |            |       |       |                |                |        |        |        |        |

* In het seizoen 2020/21 kwam Königsdörffer eenmaal in actie namens Dynamo Dresden in de Sachsenpokal. Het daaropvolgende seizoen speelde hij twee play-offwedstrijden. Tijdens het seizoen 2022/23 deed hij dit opnieuw bij Hamburger SV.

## Interlandloopbaan
Königsdörffer kwam uit voor verschillende Duitse jeugdelftallen, maar nam met geen van deze teams deel aan een eindtoernooi. Hij speelde in totaal drie jeugdinterlands, waarin hij onder meer samenspeelde met  Marvin Obuz, Faride Alidou, Youssoufa Moukoko en Jonathan Burkard. In augustus 2022 besloot hij om voor het nationale elftal van Ghana uit te gaan komen.

### Duitse jeugdelftallen
Op 11 november 2021 maakte Königsdörffer zijn debuut voor Duitsland -20 in een oefeninterland tegen Frankrijk. Bondscoach Christian Wörns bracht hem in de 70e minuut als vervanger van Emilio Kehre. In de 84e minuut maakte hij het winnende doelpunt, waarmee hij een belangrijke bijdrage leverde aan de 2–3 overwinning.
| Jeugdinterlands van Ransford Königsdörffer voor Duitsland () | Jeugdinterlands van Ransford Königsdörffer voor Duitsland () | Jeugdinterlands van Ransford Königsdörffer voor Duitsland () | Jeugdinterlands van Ransford Königsdörffer voor Duitsland () | Jeugdinterlands van Ransford Königsdörffer voor Duitsland () | Jeugdinterlands van Ransford Königsdörffer voor Duitsland () |
| №                                                            | Datum                                                        | Wedstrijd                                                    | Uitslag                                                      | Soort Wedstrijd                                              | Doelpunten                                                   |
| Als speler bij Onder-20                                      | Als speler bij Onder-20                                      | Als speler bij Onder-20                                      | Als speler bij Onder-20                                      | Als speler bij Onder-20                                      | Als speler bij Onder-20                                      |
| ------------------------------------------------------------ | ------------------------------------------------------------ | ------------------------------------------------------------ | ------------------------------------------------------------ | ------------------------------------------------------------ | ------------------------------------------------------------ |
| 1.                                                           | 11 november 2021                                             | Frankrijk – Duitsland                                        | 2 – 3                                                        | Vriendschappelijk                                            | Goal                                                         |
| 2.                                                           | 11 november 2021                                             | Portugal – Duitsland                                         | 1 – 1                                                        | Vriendschappelijk                                            |                                                              |
| Als speler bij Onder-21                                      |                                                              |                                                              |                                                              |                                                              |                                                              |
| 1.                                                           | 2 september 2022                                             | San Marino – Duitsland                                       | 0 – 6                                                        | EK-kwalificatie                                              |                                                              |
| Bijgewerkt tot 12 november 2023                              |                                                              |                                                              |                                                              |                                                              |                                                              |

### Ghanees elftal
Op 27 september 2022 maakte Königsdörffer zijn debuut voor het Ghanees nationaal elftal in een oefeninterland tegen Nicaragua, die met 0–1 werd gewonnen. Bondscoach Otto Addo bracht hem acht minuten voor het einde van de wedstrijd als invaller binnen de lijnen.

#### Africa Cup 2023
Hoewel Königsdörffer tijdens de kwalificatiewedstrijden uitsluitend als wisselspeler was ingezet, werd hij door de nieuwe bondscoach Chris Hughton geselecteerd voor het eindtoernooi van de Afrika Cup 2023 in Ivoorkust. Ghana werd ingedeeld in een groep met Egypte, Mozambique en Kaapverdië. Königsdörffer kwam alleen in actie tijdens de laatste groepswedstrijd tegen Kaapverdië, waarin hij in de 62e minuut inviel voor aanvoerder André Ayew. De wedstrijd eindigde in een 1–2 nederlaag. Ghana eindigde als derde in de poule en wist zich daarmee niet te plaatsen voor de knock-outfase.
| Interlands van Ransford Königsdörffer voor Ghana | Interlands van Ransford Königsdörffer voor Ghana | Interlands van Ransford Königsdörffer voor Ghana | Interlands van Ransford Königsdörffer voor Ghana | Interlands van Ransford Königsdörffer voor Ghana | Interlands van Ransford Königsdörffer voor Ghana |
| №                                                | Datum                                            | Wedstrijd                                        | Uitslag                                          | Soort Wedstrijd                                  | Doelpunten                                       |
| ------------------------------------------------ | ------------------------------------------------ | ------------------------------------------------ | ------------------------------------------------ | ------------------------------------------------ | ------------------------------------------------ |
| 1.                                               | 27 september 2022                                | Nicaragua – Ghana                                | 0 – 0                                            | Vriendschappelijk                                |                                                  |
| 2.                                               | 27 september 2023                                | Ghana – Liberia                                  | 3 – 1                                            | Vriendschappelijk                                |                                                  |
| 3.                                               | 8 januari 2024                                   | Ghana – Namibië                                  | 0 – 0                                            | Vriendschappelijk                                |                                                  |
| 4.                                               | 14 januari 2024                                  | Kaapverdië – Ghana                               | 0 – 0                                            | Afrika Cup 2023                                  |                                                  |
| 5.                                               | 11 november 2024                                 | Angola – Ghana                                   | 1 – 1                                            | Kwalificatie Afrika Cup 2025                     |                                                  |
| 6.                                               | 18 november 2024                                 | Ghana – Niger                                    | 1 – 2                                            | Kwalificatie Afrika Cup 2025                     |                                                  |
| Bijgewerkt tot 15 januari 2025                   |                                                  |                                                  |                                                  |                                                  |                                                  |

## Erelijst
| Kampioen 3. Liga | 1x | 2020/21 |

## Persoonlijk
Köningsdörffer heeft een Ghanese vader en een Duitse moeder.